# ヤン・エテキ
ヤン・ブリス・エテキ（Yan Brice Eteki , 1997年8月26日 - ）は、カメルーン・中央州ヤウンデ出身のサッカー選手。ADアルコルコン所属。ポジションはMF。

## クラブ経歴
2011年にスペインに渡り、CDレガネスのカンテラに入所。翌年セビージャFCのカンテラに加入。2015年2月に傘下のセビージャ・アトレティコに昇格。22日のセグンダ・ディビシオンB (3部リーグ)のFCカルタヘナ戦でプロデビュー。セグンダ・ディビシオン (2部リーグ)に昇格した2016-17シーズンより先発に定着。しかし、トップチーム昇格には至らず、2018年に契約満了となった。
2018年8月23日、UDアルメリアと2年契約を締結。加入後即先発に定着し、2018-19シーズンはリーグ戦31試合に出場。
2019年7月18日、グラナダCFと3年契約を締結。初のラ・リーガとなった2019-20シーズンは28試合で起用され、リーガ8位躍進に貢献した。
2022年7月19日、カーザ・ピアACに移籍した。

## カメルーン代表
2019年にエジプトで開催されたアフリカ U-23ネイションズカップにU-23カメルーン代表で出場。翌2020年10月にフル代表初招集。10月9日の日本戦で代表デビューを果たした。